# Nägelidenkmal

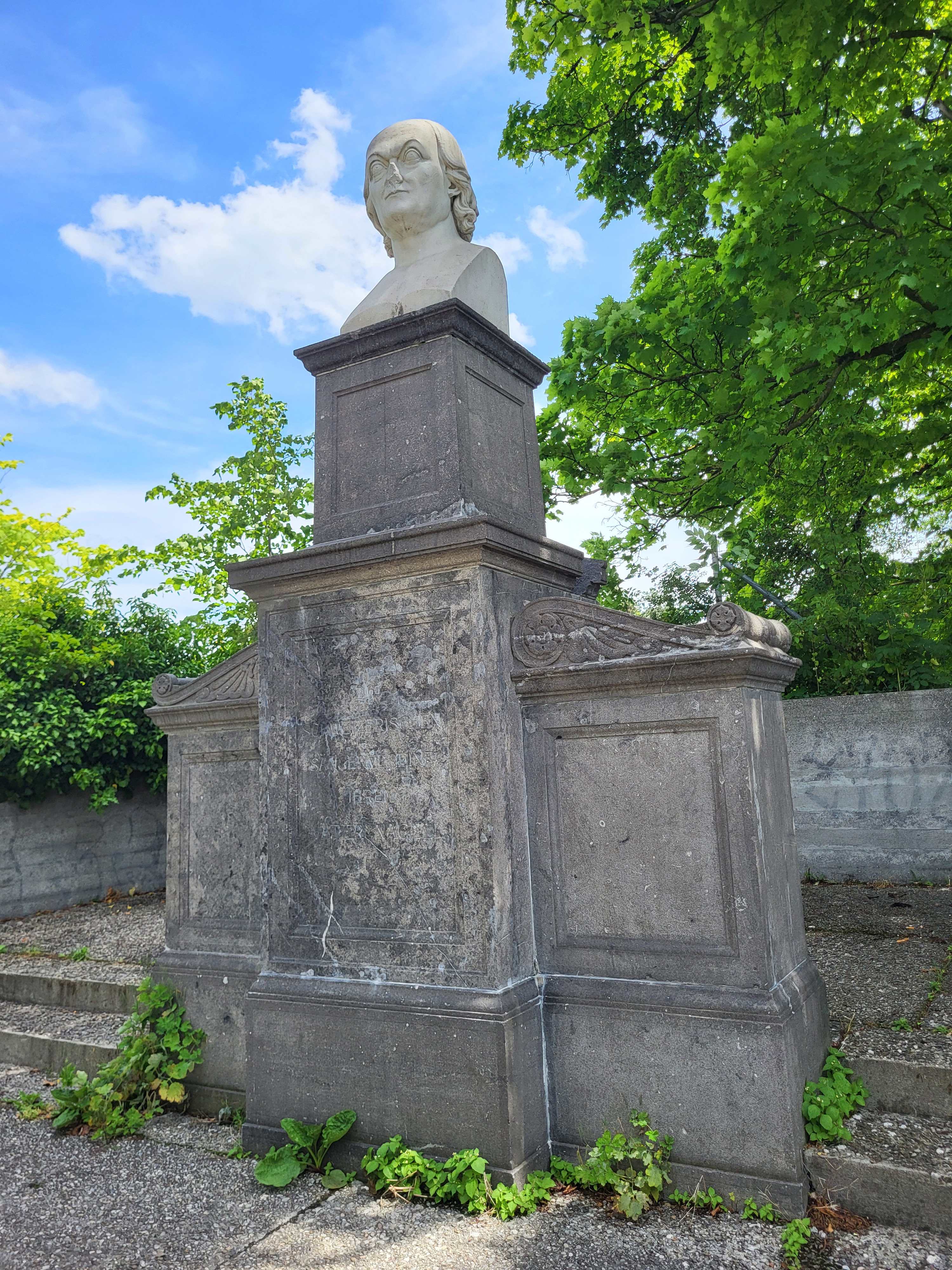
Das Nägelidenkmal, 2025

Das Nägelidenkmal (auch Hans-Georg-Nägeli-Denkmal, im 19. Jahrhundert auch Nägelimonument) ist ein klassizistisches, 1848 eingeweihtes Personendenkmal auf der Hohen Promenade in Zürich, das dem Gedenken an den Zürcher Komponisten und Musikverleger Hans Georg Nägeli (1773–1836) gewidmet und seit 1875 auch dessen Grabstätte ist. Nach dem Salomon-Gessner-Denkmal auf dem Platzspitz ist es das zweitälteste noch existierende Personendenkmal in Zürich. 1913 wurde es allerdings durch eine Kopie ersetzt und steht seit den 1960er Jahren nicht mehr an seinem ursprünglichen Standort. In seiner heutigen Form besteht es aus einer Marmorbüste nach dem Original von Johann Jakob Oechslin und einem Postament aus Muschelkalk.

## Geschichte

### Projektierung
Hans Georg Nägeli stammt aus Wetzikon im Zürcher Oberland und kam als 17-Jähriger nach Zürich, wo er bis zu seinem Tode blieb. Als Komponist war er ein Kleinmeister, schuf aber mit der Vertonung von Johann Martin Usteris Lied Freut euch des Lebens einen Evergreen, der bis heute gesungen wird. Weitaus bedeutender war er als Musikverleger. So war er mit Ludwig van Beethoven bekannt, der 1801/02 seine Klaviersonaten Nr. 16, 17 und 18 (op. 31) für ihn schrieb. Verdient machte sich Nägeli insbesondere auch um die Förderung der Chormusik. 1810 gründete er mit dem Sängerverein Zürich (dem späteren Männerchor Zürich) den weltweit ersten Männergesangsverein und beförderte durch sein unermüdliches Wirken die Gründung von zahlreichen weiteren Gesangsvereinen, auch weit über die Schweizer Grenzen hinaus. 
Direkt nach seinem Tod am 26. Dezember 1836 beschloss der Sängerverein Zürich, Nägeli ein Denkmal zu errichten. Da ausserhalb des Raums Zürich jedoch kaum jemand für die Idee zu erwärmen war, kamen vorerst noch nicht genügend Gelder für das Projekt zusammen. 
Die Nägeli-Rezeption änderte sich schon wenige Jahre später. In der sich in den 1840er Jahren intensivierenden schweizerischen Nationalbewegung spielten die Sängervereine eine tragende Rolle und Nägeli war als «Sängervater» in der öffentlichen Wahrnehmung, wie es die Eidgenössische Zeitung formulierte, nicht mehr «bloss ein Mann der Stadt oder des Kantons Zürich, sondern ein Mann der Schweiz» geworden. Am 4. Juni 1842 wurde der Eidgenössische Sängerverein gegründet und fasste bald ebenfalls den Beschluss, «Vater Nägeli» mit einem Denkmal zu ehren. Der Sängerverein Zürich, der dem Eidgenössischen Verein zunächst nicht beitrat, wollte die Projektleitung aber partout nicht abgeben. Auch am Ersten Eidgenössischen Sängerfest im Juni 1843 in Zürich konnte keine Einigung erzielt werden. Stattdessen bat der Zürcher Sängerverein im Juni 1843 die Öffentlichkeit abermals selbständig um Spenden und verkündete im Februar 1844, 1600 Gulden an Beiträgen eingenommen zu haben. Da die Kosten für das favorisierte Projekt von Ferdinand Stadler aber auf 2000 bis 2500 Gulden veranschlagt waren, gab er zusammen mit der Musikgesellschaft am 13. Februar im Aktientheater ein Benefizkonzert, an dem Ferdinand von Hillers Oratorium Die Zerstörung von Jerusalem gegeben wurde. Ausserdem hoffte man auf «manche Zusicherungen der Theilnahme». Am 22. April gab der Männerchor Basel im Namen des Eidgenössischen Sängervereins und unter Mitwirkung des Blechmusikvereins ebenfalls ein Benefizkonzert zur Errichtung eines Nägelidenkmals.
Am 30. Oktober 1844 beschloss der Sängerverein Zürich, Stadlers Entwurf auf der Hohen Promenade zu realisieren. Falls der Stadtrat das Projekt genehmigte, sollten die Pläne als Lithografien veröffentlicht werden. Es fehlte aber immer noch das nötige Geld.
Erst das Zweite Eidgenössische Sängerfest im Juni 1846 in Schaffhausen brachte eine Einigung in den «Nägeli-Denkmal-Zwistigkeiten». Der Sängerverein Zürich war inzwischen dem Eidgenössischen Sängerverein beigetreten und delegierte die Projektierung endlich an diesen, womit nun genügend Gelder vorhanden waren. Der Überschuss sollte einem Fonds zur Unterstützung musikalischer Talente und Förderung des Volksgesangs zugeführt werden. Auf dem Platz vor dem Munot konnte man eine Reproduktion des geplanten Denkmals bestaunen.
Die Vorbereitungen wurden 1847 vom Sonderbundskrieg unterbrochen. Umso frenetischer harrte der neue Bundesstaat danach der Enthüllung des nationalen Denkmals. Pünktlich auf das Dritte Eidgenössische Sängerfest im August 1848 in Bern wurde bekannt, dass das Denkmal bald enthüllt werden sollte. Die Ausführung der Anlage übernahm Heinrich Hoppeler. Die Büste fertigte Johann Jakob Oechslin.

### Einweihung

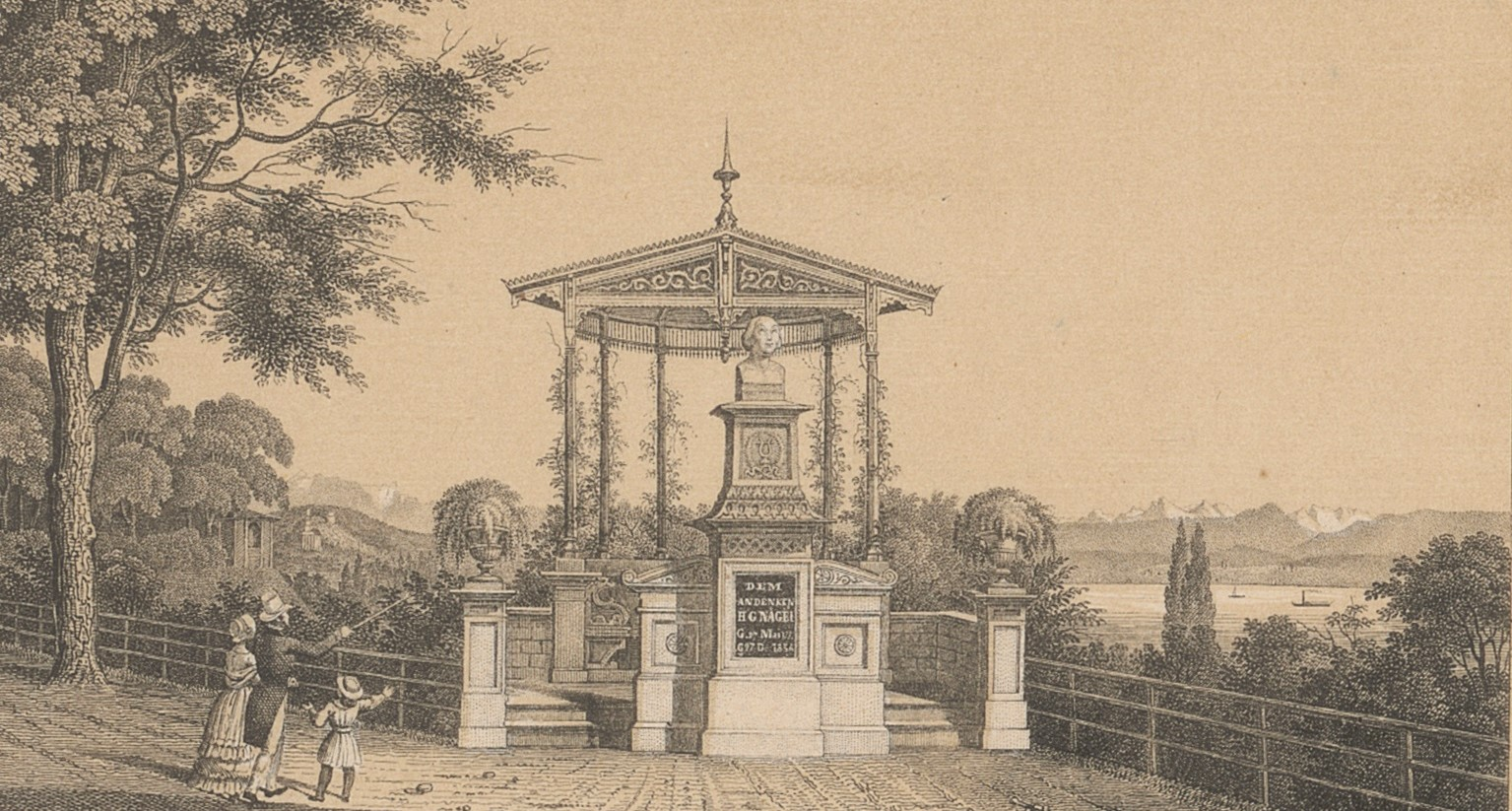
Das Nägelidenkmal im 19. Jahrhundert

Die Einweihung des Denkmals fand am Montag, den 16. Oktober 1848 statt und wurde zu einem nationalen Fest der neu errungenen Einheit nach dem Bürgerkrieg. Sängervereine aus der ganzen Schweiz reisten an.
Bereits am Sonntagnachmittag, am 15. Oktober, empfing der Sängerverein Zürich unter 22 Kanonenschüssen am Hauptbahnhof die eidgenössische Fahne. Sängervereine aus den Nachbargemeinden errichteten Ehrenpforten in der Stadt. Den Abend verbrachten die Vereine im Kasino «unter Scherz und fröhlichem Gesang».
Am Montagmorgen um 6 Uhr wurden sechs Kanonenschüsse abgefeuert. Die Sänger hielten Generalprobe im Fraumünster und begaben sich um 10 Uhr unter feierlicher Musik und Kanonendonner auf die Hohe Promenade, wo die Ehrengäste – Nägelis Angehörige, die Künstler und Vertreter des Regierungsrats, des Erziehungsrats und des Stadtrats  – auf einer mit Schweizer Fähnchen geschmückten Tribüne bereits warteten. Die Zeremonie wurde mit Nägelis Vaterlandslied («Wir fühlen uns zu jedem Tun entflammet») eröffnet. Melchior Hauck, der Präsident des Sängervereins Zürich, hielt eine erste Rede. Das eidgenössische Komitee enthüllte darauf das Denkmal und zwölf weiss und blau (die Farben Zürichs) gekleidete Mädchen versahen das Postament mit Blumenkränzen und bekrönten die Büste mit einem Lorbeerkranz. Karl Friedrich Gerwer, der Präsident des Eidgenössischen Sängervereins, der erst vor Kurzem noch als Oberst im Sonderbundskrieg gefochten hatte, bedankte sich bei allen, die zur Vollendung des Denkmals beigetragen hatten, und übereignete es der Stadt Zürich. Zum Schluss sang man Nägelis Lied Zuruf an das Vaterland («Stehe fest, o Vaterland!») und zerstreute sich. Um 14 Uhr versammelte man sich im Fraumünster zum Konzert, das mit Felix Mendelssohns Festgesang zum Gutenbergfest eröffnet wurde. Augustin Keller, ein radikaler Politiker und Direktor des Aargauischen Lehrerseminars, hielt eine Rede. Über 900 Sänger und Sängerinnen gaben daraufhin ein buntes Programm. Den Abend verbrachte man im Theater und im Kasino.

### Weitere Entwicklungen

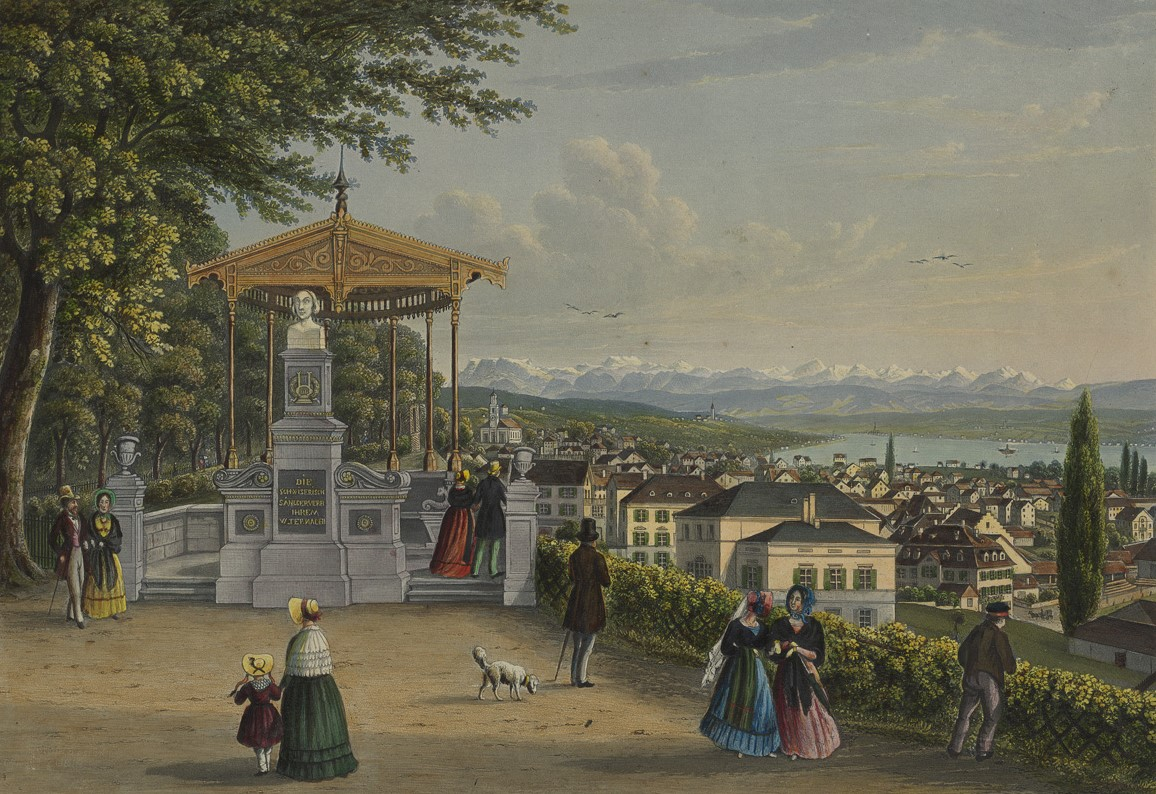
Das Nägelidenkmal nach 1875

Nägeli war ursprünglich auf dem Friedhof der Predigerkirche bestattet worden. Nach dessen Auflösung bewahrte die Tochter Ottilie seine Gebeine in einem Holzkästchen auf und bat den Stadtrat, sie in einer Gruft beim Denkmal unterbringen zu dürfen, was ihr genehmigt wurde. Die Beisetzung fand 1875 statt. Im selben Jahr wurde von Martin Koch ein kleiner Tempel darum erbaut. Nägelis Tochter Ottilie († 1875) und sein Sohn († 1872) wurden ebenfalls hier bestattet.
Zu Beginn des 20. Jahrhunderts verfiel das Denkmal zunehmend, ausserdem war es, begünstigt durch seine isolierte Lage, wiederholt Opfer von Vandalismus. Deswegen bat der Zentralvorstand des Eidgenössischen Sängervereins 1913 den Zürcher Stadtrat darum, das Denkmal durch eine Kopie zu ersetzen. Der Stadtrat gab der Bitte statt und übernahm die Kosten von 6000 Franken dafür. Die Replik der Büste schuf Emil Schneebeli. Das Original kam zunächst ins Landesmuseum und wurde 1917 im Hof der Zentralbibliothek aufgestellt. 1944 oder 1945 wurde es in Nägelis Heimatgemeinde Wetzikon verbracht und steht seither vor der dortigen reformierten Kirche.
In den 1960er Jahren wurde das Denkmal an seinen heutigen Standort beim Hintereingang der Kantonsschule Hohe Promenade verlegt. Die bestatteten Gebeine wurden mittransferiert.

## Beschreibung
Das Denkmal ist insgesamt 3,58 Meter, die Marmorbüste 92 Zentimeter hoch.
Von der einstigen Pracht ist heute nur noch wenig zu sehen. Die Replik des vormaligen Postaments aus schwarzem Marmor, das mit Lyra und weiteren Zierelementen geschmückt war, ist ausgesprochen schlicht und besteht aus Muschelkalk. Die übernommenen Inschriften sind stark verwittert, häufig verschmiert und kaum mehr lesbar. Auf der Vorderseite steht die Widmung in Majuskeln: «Die schweizerischen Sängervereine ihrem Vater Nägeli.»
Auf der Rückseite ist ein Zitat von Nägeli in Majuskeln eingraviert: «In der Lichtwelt der Kunst bleibt ewig das Wesentlichste und Bildendste das in schöner Tonform gesungene Wort. H. G. Nägeli».
In Arthur Mennells Buchholtzens in der Schweiz (1886) ärgert sich der Ich-Erzähler beim Sightseeing in Zürich über diese Inschrift:

«Nun, auch ich liebe den Männergesang, aber darüber lässt sich denn doch streiten. Es ist vielmehr gar nicht wahr, weil es eine Phrase ist. Das wäre denn noch  schöner, wenn das ‹Bildendste› auch noch im Superlativ, während die Bildung nur einen Positiv hat, unter die Rubrik der Stimmbänder fiele, wenn der Riesenkampf der Menschenbrust, wenn Lessing und ein Goethe hinter dem Rixdorfer Gesangverein rangiren sollten. Und dann wären wir Deutschen schon ja per Gesang das gebildetste Volk der Welt, was wir uns aber doch noch in ganz anderen Dingen verdient haben. Aber wir liessen uns auf dieser Inschrift keine grauen Haare wachsen und bummelten weiter.»